# Alfredo Herrera (actor)
Alfredo Herrera (La Barca, Jalisco, 13 de mayo de 1973) es un actor mexicano, conocido por aparecer en series de televisión como Crónica de castas (2014), Fear the Walking Dead (2015) y El rey Vicente Fernández (2023).

## Biografía
Nacido y criado en La Barca, Jalisco. Asistió a la London Academy of Music and Dramatic Art en Londres, y a la Instituto de Teatro y Cine Lee Strasberg en Nueva York. Comenzó su carrera trabajando en pequeños cortometrajes como De la calle (2001), Estas horas son más bellas que mis dias (2008), Adiós Garibaldi (2008), La curiosa conquista del ampere (2008), El milagrito (2008), Miedo (2009), Las ovejas pueden pastar seguras (2009), Locaido el héroe (2009), 3 Shots (2010), Toda la suerte del mundo (2011), El baile de tres cochinillas (2012) y Por un puñado de canicas (2013).
En televisión ha participado en proyectos tales como Mujeres asesinas (2008), Eternamente tuya (2009), XY. La revista (2009), El Mariachi (2014), Hasta que te conocí (2016), Un día cualquiera (2016) y Acapulco (2021).
Ganó reconocimiento con sus participaciones en las series televisivas Crónica de castas (2014) como El Harlem, Dios Inc. (2014) como René Pérez 'Jabalobo', Fear the Walking Dead(2015) como Francisco, La Doña (2016) como Gustavo, Gomorra (2016-2017) como Joaquín, El Desconocido (2017-2018) como Félix, Por la máscara (2018) como El Lobo y El rey Vicente Fernández (2023) como Joan el Felino.
En cine comenzó actuando en cintas como De la calle (2001), Asesino en serio (2002), La última y nos vamos (2009), Salvando al soldado Pérez (2011), Burros (2011), y más recientemente ha aparecido en las películas de Hollywood, El exorcismo de Dios de Alejandro Hidalgo, interpretando a un Cristo poseído, y en Without Blood (2024) de Angelina Jolie, dónde interpretó a Manuel Roca, padre de Nina Roca (Salma Hayek).
Entre sus proyectos futuros se encuentran Day of the Dead (TBA), Heart Sung (TBA), Lo contrario a la muerte (TBA), y el cortometraje Mermaid of Marbella (TBA).